# Mujo Tuljković
Mujo Tuljković (Ljubovija, Srbija, 17. srpnja 1979.) je bosanskohercegovački košarkaš.

## Karijera
- 1997./2000. - KK Cenex Sarajevo (BiH)
- 2000./2002. - KK Bosna Sarajevo (BiH)
- 2002./2003. - KK Sloboda Dita Tuzla (BiH)/KK Istra Pula (Hrvatska)
- 2003./2004. - Anwil Włocławek
- 2004./05. – Platinum Wisla Krakow
- 2005./06. – Helios
- 2006./07. - KK Bosna ASA BH Telekom
- 2007./08. -Basket Kwidzyn
- 2008.- Polpak Świecie